# Future Life
Future Life — научно-популярный журнал, публиковавшийся с 1978 по 1981 годы. В первый год своего существования журнал назывался «Future», затем название было расширено до «Future Life». Среди многих авторов журнала Харлан Эллисон, Ed Naha, Борис Вальехо. Журнал посвящён футурологическим темам, в основном космическим путешествиям. Также в журнале делался обзор научных событий того времени, давались обзоры научно-фантастических фильмов, книг и комиксов, печатались интервью со многими учёными, художниками и писателями, такими как Артур Кларк, Энн Маккефри, Рэй Брэдбери. Всего вышел 31 выпуск.
6-й выпуск журнала (1978 год) известен тем, что является одним из первых мест, в котором была публично озвучена концепция "скорости убегания от старости".